# D' Olde Zwarver
D' Olde Zwarver is een achtkantige stellingmolen in Kampen uit 1842. In 1952 werd de molen verplaatst naar de huidige locatie aan de IJssel.

## Geschiedenis
Molen d' Olde Zwarver werd in 1842 gebouwd nadat zijn voorganger was afgebrand.
Omdat de toenmalige eigenaar van de molen, "van Heel's Gecondenseerde Melk Maatschappij", uit wilde breiden zou de molen aanvankelijk gesloopt worden. Hierop ontstond verzet onder de bevolking. Het aantal molens was in Nederland op dat moment al aanzienlijk gedaald en deze molen was de laatste in Kampen. Als gevolg van de reacties bood de fabriek aan de molen over te dragen aan de gemeente Kampen. Men vond een nieuwe plek voor de molen aan het Herkenhoofd, dat betrekkelijk dicht bij de oorspronkelijke plek lag, en daarom kwam het idee op om de molen in zijn geheel te verplaatsen. Dat was nog niet eerder gedaan. Op 7 april 1952 werd de molen onder grote belangstelling (uit zowel binnen- als buitenland) op een dieplader met 48 wielen verplaatst naar de huidige plek.
Aan deze spectaculaire verhuizing dankt de molen zijn naam.
Het verhaal van d 'Olde Zwarver begint in 1842. Zijn voorganger brandde in dat jaar af en er werd met spoed een andere molen gebouwd. Schriftelijke bronnen zijn hierover overigens niet te vinden. In 1865 werd de molen verkocht aan Kornelis Reijnders. Voor de molens braken moeilijke tijden aan, om verschillende redenen. Ten eerste de opkomst van de stoomfabriek die niet afhankelijk was van de wind. Ten tweede de toename van de bebouwing die de molens vaak letterlijk de wind uit de zeilen nam. In 1913 plaatste men dan ook een gasmotor in d'Olde Zwarver, waarna de molen uiteindelijk tot 1949 in bedrijf zou blijven. Toen werd hij door de toenmalige molenaar Van der Vegt verkocht aan de koffiefirma Kanis en Gunnink. Deze laatste verkocht de molen kort daarna aan de melkfabriek en in 1952 werd de molen eigendom van de gemeente Kampen. Na de verhuizing naar het Herkenhoofd werd de molen in 1952 gerestaureerd.
Tijdens de stormnacht van 1 februari 1953 liep de molen grote schade op doordat het wiekenkruis brak. Er volgden nieuwe restauraties. Steeds meer raakte men ervan overtuigd dat stilstand voor molens achteruitgang betekent. Om molens te behouden was het zaak ze draaiende te houden. In 1978 is de molen weer maalvaardig gemaakt en dankzij vrijwillige molenaars kon de molen toen ook weer draaien. Ondanks de goede zorgen bleek de molen toch in slechte staat te verkeren. Zo zat er o.a. boktor in het hout. De tot nu toe laatste restauratie was van 1999 tot 2001.
Tijdens deze restauratie deed Paul Groen uitgebreid onderzoek naar de molen. Zijn bevindingen hebben een nieuw licht geworpen op de herkomst van d 'Olde Zwarver. Op een van de katarmen van het bovenwiel vond hij de inscriptie "6 9 1834 geschroot". Het bovenwiel schroten (schaven) gebeurde wanneer een of meerdere vangdelen (remblokken) moesten worden vervangen.
Aangezien vangdelen tientallen jaren meegaan rees het vermoeden dat de molen al veel ouder is dan 1842. Gezien de constructie lijkt het niet waarschijnlijk dat de delen later apart bij elkaar gevoegd zijn. De raampjes met een verticale roe duiden op een herkomst uit de provincie Groningen.
Zou het kunnen zijn dat d 'Olde Zwarver voordat hij in Kampen kwam, in Groningen heeft gestaan? Dat men in 1842 niets heeft losgelaten over de ouderdom van de molen heeft misschien te maken met het verkrijgen van een lening. Immers een nieuwe molen was ook toen meer waard dan een oude. Het blijft gissen maar misschien heeft onze Oude Zwerver al meer gezworven dan werd vermoed.